# Береко, Дмитрий Яковлевич
Дмитрий Яковлевич Береко (6 мая 1928 года, с. Дмитриевка, Черниговский район, Дальневосточный край, СССР — 26 сентября 1995 года, г. Владивосток, РФ) — работник советской рыбной промышленности, гарпунёр китобойных флотилий «Алеут» и «Советская Россия». Герой Социалистического Труда.

## Биография
Родился 6 мая 1928 году в селе Дмитриевка Дальневосточного края в семье крестьян.
После завершения обучения в сельской школе, окончил ремесленное училище. Затем работал шофером. В 1946 году устроился матросом в китобойную флотилию «Алеут». Здесь, на протяжении почти 25 лет, он в качестве, сначала, помощника гарпунёра, а позже и гарпунёра, занимался промыслом китов в Тихом и Атлантическом океанах на судах «Авангард», «Резвый» и «Комсомолец Украины». С 1961 года продолжил выходить на промысел уже в составе китобойной флотилии «Советская Россия».
13 апреля 1963 года за выдающиеся успехи в достижении высоких показателей добычи рыбы и производства рыбной продукции Указом Президиума Верховного Совета СССР ему было присвоено звание Героя Социалистического Труда с вручением ордена Ленина и золотой медали «Серп и Молот».
На протяжении трудового пути обучил профессии гарпунёра более 30 человек.
Умер 26 сентября 1995 года. Похоронен на Лесном кладбище Владивостока.

## Награды
- Орден Ленина (1963 год)
- Медаль «За трудовую доблесть» (1957 год)